# Kalina (Braniewo)
Kalina (deutsch Kayling) ist ein Ort in der polnischen Woiwodschaft Ermland-Masuren und gehört zur Landgemeinde Braniewo (Braunsberg)  im Powiat Braniewski (Kreis Braunsberg).
Kalina liegt sieben Kilometer östlich des Frischen Haffs (polnisch Zalew Wiślany). Die ehemalige Kreisstadt Heiligenbeil (heute russisch Mamonowo) liegt sechs Kilometer in nördlicher Richtung, die heutige Kreismetropole Braniewo (deutsch Braunsberg) sieben Kilometer in südöstlicher Richtung entfernt.
Das einstige Kayling im ostpreußischen Kreis Heiligenbeil bestand ursprünglich aus einem großen Hof. Bis 1928 war es ein Wohnplatz in der Gemeinde Radau, und als diese 1928 nach Hammersdorf (polnisch Młoteczno) umgegliedert wurde, bis 1945 ein Wohnplatz eben dieser Gemeinde.
In Kriegsfolge kam Kayling mit dem gesamten südlichen Ostpreußen 1945 zu Polen und erhielt die polnische Namensform „Kalina“. Heute ist der Ort als Osada (= „Siedlung“) in die Gmina Braniewo (Landgemeinde Braunsberg) im Powiat Braniewski (Kreis Braunsberg) eingegliedert und ist ein integrierter Bestandteil des Dorfes Gronowo (Grunau), von 1975 bis 1998 der Woiwodschaft Elbląg, seither der Woiwodschaft Ermland-Masuren zugehörig.
Kalina gehört wie vorher auch Kayling zur römisch-katholischen Pfarrei Braniewo im Erzbistum Ermland. Bis 1945 war der Ort auch in die evangelische Kirche Braunsberg in der Kirchenprovinz Ostpreußen der Kirche der Altpreußischen Union eingegliedert, ist jetzt jedoch der Diözese Masuren der Evangelisch-Augsburgischen Kirche in Polen zugeordnet.
Kalina ist von Rodowo (Radau) und von Gronowo (Grunau) aus direkt zu erreichen. Die nächste Bahnstation ist Braniewo an den Bahnstrecken Malbork–Braniewo (–Mamonowo) und Olsztyn Gutkowo–Braniewo.